# Royal Institution
La Royal Institution, dont le titre complet est Royal Institution of Great Britain et qui a pour sigle officiel Ri, est l'une des plus anciennes sociétés savantes britanniques, située à Londres dans le quartier de Mayfair et fondée en 1799 avec pour double objectif de promouvoir l'enseignement des sciences et de diffuser leurs applications dans la vie de tous les jours.

## Ses membres
Elle compte parmi ses fondateurs le botaniste Joseph Banks, le physicien Benjamin Thompson et le philanthrope Thomas Bernard. Au cours des deux derniers siècles, de nombreux savants éminents y ont travaillé ou enseigné, entre autres Humphry Davy, qui isola pour la première fois le sodium et le potassium ; Michael Faraday, qui y conduisit ses recherches sur l'électricité ; Henry Cavendish, qui calcula la masse de la Terre ; John Tyndall, qui découvrit pourquoi le ciel est bleu ; James Dewar, qui liquéfia le fluor et l'hydrogène ; William Lawrence Bragg, qui élabora la loi de diffraction des rayons X par les cristaux ; George Porter, qui mena d'importants travaux sur la photosynthèse. Au XXe siècle, il y eut pas moins de 14 lauréats du prix Nobel parmi ses membres.
L'accès à titre de membre de la Royal Institution, qui compte actuellement une soixantaine de chercheurs et d'étudiants résidents, n'est cependant réservé ni aux savants ni même aux universitaires : il suffit pour en devenir membre de s'acquitter d'une cotisation annuelle, tandis que les étudiants y sont admis gratuitement.

## Mission et services
Sa mission de diffusion des connaissances fut assurée, dès le milieu des années 1820, par deux séries de conférences dont la tradition s'est perpétuée jusqu'à nos jours : les « conférences du vendredi soir », d'une durée d'une heure, ouvertes à tous les membres et à leurs invités,et, les « conférences de Noël pour les jeunes gens », lesquelles s'étendent sur cinq jours, et diffusées pour la première fois à la télévision en 2006. Dès leur origine, l'une des particularités de ces conférences fut d'être accompagnées de démonstrations sur le vif.
Outre son centre de recherches, sa salle de conférences et sa bibliothèque, la Royal Institution, qui est désormais classée parmi les monuments d'intérêt exceptionnel, abrite un musée, où a été reconstitué l'un des laboratoires de Faraday, et un Science Media Centre, organisation indépendante dont le rôle est de faciliter la communication entre la communauté scientifique et les médias. L'institution est chargée en outre d'organiser des programmes d'enseignement scolaire ainsi que de nombreux événements scientifiques à travers le Royaume-Uni.

## Aperçus historiques

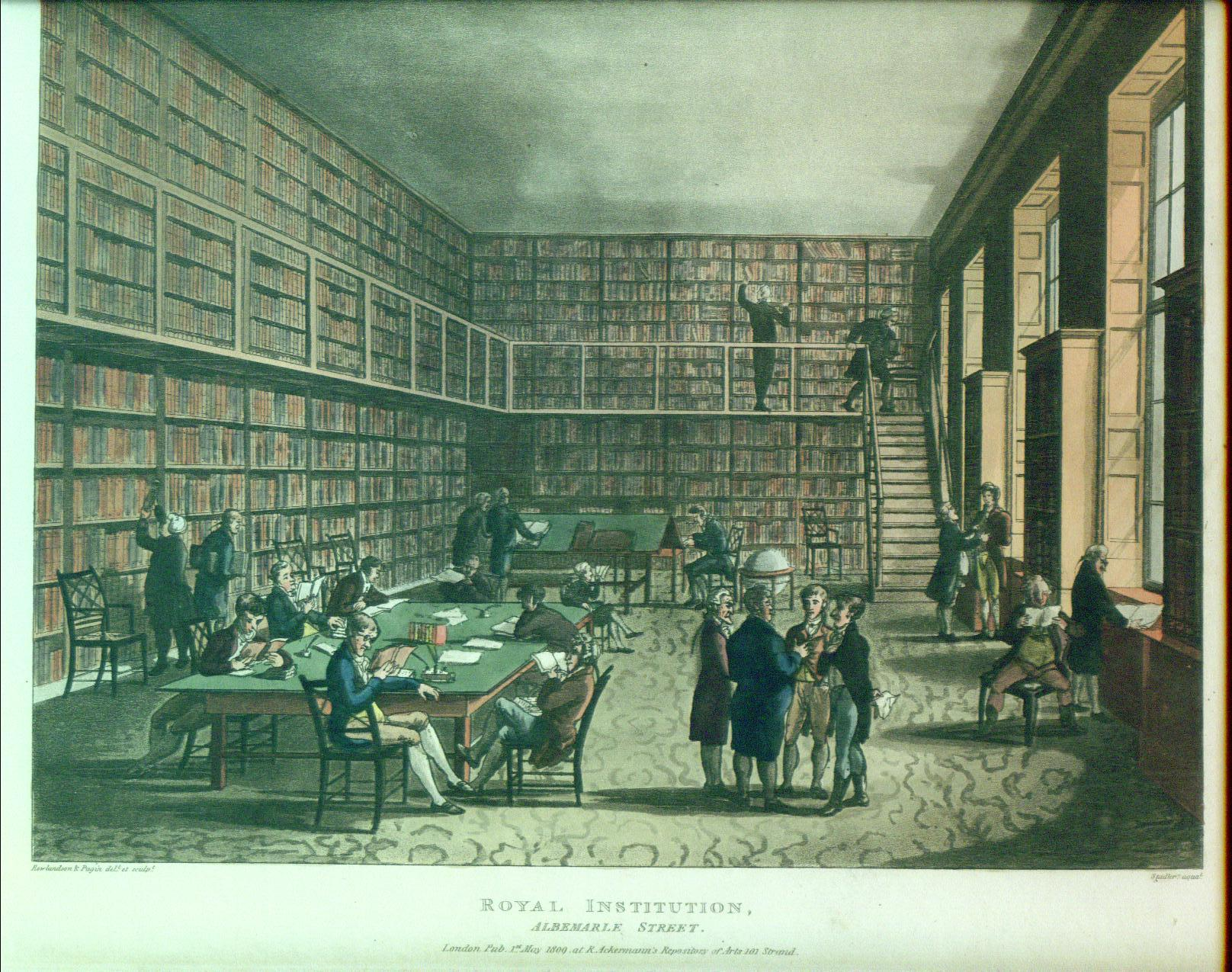
La bibliothèque en 1809. Aquatinte d'Auguste Charles Pugin d'après Thomas Rowlandson.
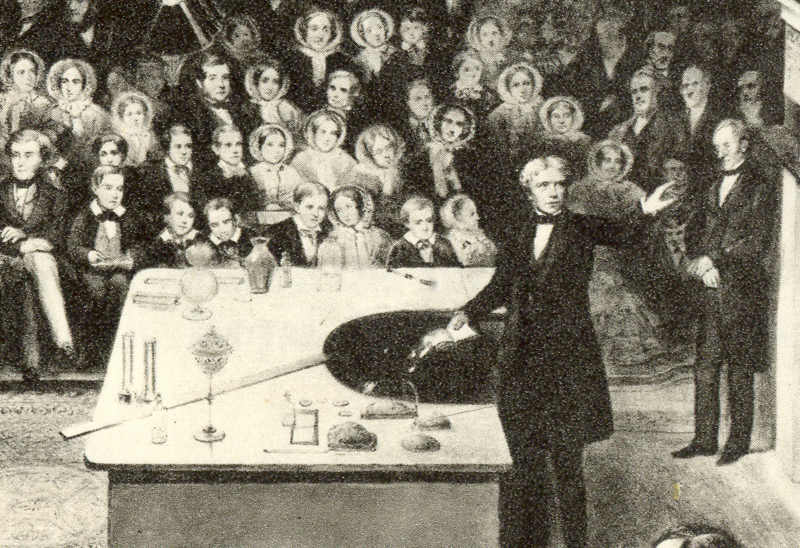
Michael Faraday : Conférence de Noël aux jeunes gens en 1856. Artiste inconnu.
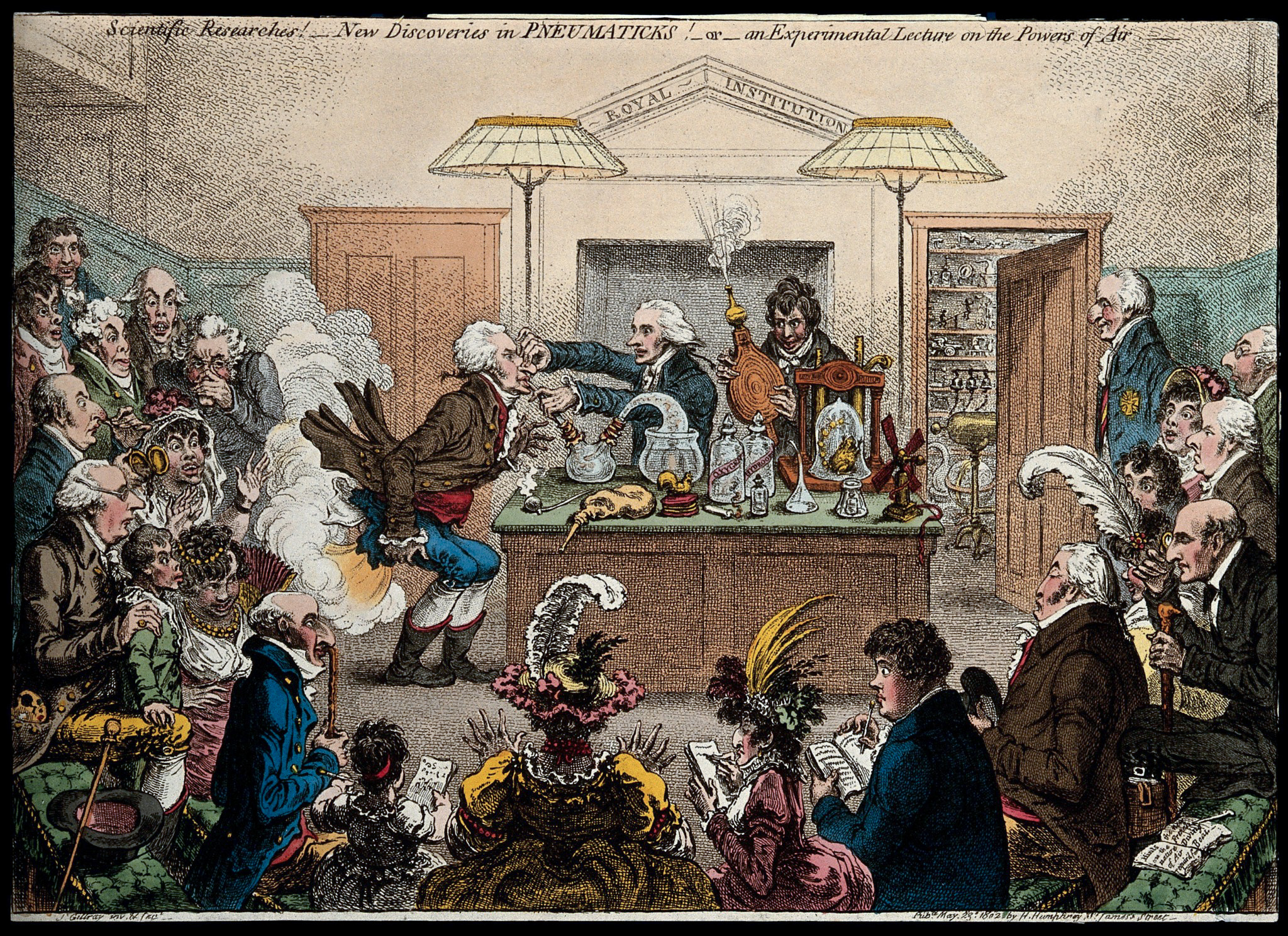
Humphry Davy : Conférence sur l'énergie pneumatique. Caricature de James Gillray.
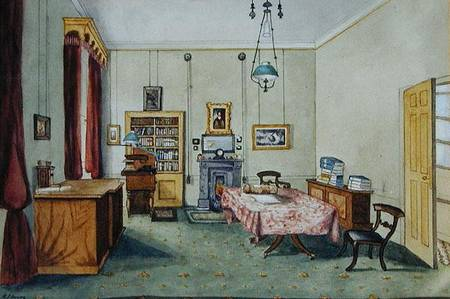
Michael Faraday : Son cabinet de travail à la Royal Institution. Aquarelle de Harriet Jane Moore (en).

## Directeurs récents
- 1965 : William Lawrence Bragg
- 1966 : George Porter
- 1986 : David Philips
- 1986 : John Meurig Thomas (en)
- 1991 : Peter Day (en)
- 1998 : Susan Greenfield

### Bases de données et dictionnaires
- Ressource relative à l'architecture :   - National Heritage List for England
- Ressource relative aux beaux-arts :   - Art UK (lieux d'art)
- Ressource relative à la recherche :   - Biodiversity Heritage Library
- Notices d'autorité :   - VIAF
  - ISNI
  - BnF (données)
  - IdRef
  - LCCN
  - Japon
  - CiNii
  - Israël
  - Catalogne
  - Tchéquie
  - Grèce